# Blair Tuke
Blair Tuke (Kawakawa, 25 juli 1989) is een Nieuw-Zeelands zeiler.
Vanaf 2009 vormde Tuke een succesvol duo met Peter Burling samen zes wereldtitels en in 2012 de zilveren olympische medaille en in 2016 de olympische gouden medaille en tijdens de  Olympische Zomerspelen 2020 de zilveren medaille.

## Resultaten

### Wereldkampioenschappen
| Jaar | Plaats       | Resultaten |
| ---- | ------------ | ---------- |
| 2011 | Perth        | 49er       |
| 2012 | Zadar        | 49er       |
| 2013 | Marseille    | 49er       |
| 2014 | Santander    | 49er       |
| 2015 | Buenos Aires | 49er       |
| 2016 | Clearwater   | 49er       |
| 2019 | Auckland     | 49er       |
| 2020 | Geelong      | 49er       |

### Olympische Zomerspelen
| Jaar | Plaats         | Resultaten |
| ---- | -------------- | ---------- |
| 2012 | Londen         | 49er       |
| 2016 | Rio de Janeiro | 49er       |
| 2020 | Tokio          | 49er       |

2000: Jyrki Järvi / Thomas Johanson ·
2004: Xabier Fernández / Iker Martínez ·
2008: Martin Kirketerp / Jonas Warrer ·
2012: Iain Jensen / Nathan Outteridge ·
2016: Peter Burling / Blair Tuke ·
2020: Dylan Fletcher / Stuart Bithell ·
2024: Diego Botín / Florián Trittel